# تيم غرينوود
تيم غرينوود (بالإنجليزية: Tim Greenwood)‏ هو سياسي أمريكي، ولد في 1940. حزبياً، نشط في الحزب الجمهوري. وقد انتخب عضو مجلس نواب أوهايو.